# Makoviivka, Bobrîneț
Makoviivka (în ucraineană Маковіївка) este un sat în comuna Buhovețke din raionul Bobrîneț, regiunea Kirovohrad, Ucraina.

## Demografie
Componența lingvistică a localității Makoviivka
     Ucraineană (90,98%)
     Română (6,56%)
     Rusă (2,46%)
Conform recensământului din 2001, majoritatea populației localității Makoviivka era vorbitoare de ucraineană (90,98%), existând în minoritate și vorbitori de română (6,56%) și rusă (2,46%).